# Yusheng S330
Yusheng S330 — компактный кроссовер, который выпускался с 2016 по 2018 год суббрендом Yusheng (江铃驭胜) компании Jiangling (JMC). В иерархии был расположен ниже Yusheng S350.

## Описание
Yusheng S330 выпускался на совместном предприятии JMC-Ford. Его исследования, разработка, дизайн и производство соответствовали мировым стандартам Ford.
Дебют S330 состоялся в 2016 году на Пекинском автосалоне, а продажи начались во второй половине 2016 года в Китае. S330 являлся серийной версией одноимённого концепт-кара, представленного в 2015 году на Шанхайском автосалоне.
В 2018 году автомобиль был снят с производства.

## Технические характеристики
Yusheng S330 приводился в движение 1,5-литровыми рядными четырёхцилиндровыми турбодвигателями, которые разработаны компанией JMC совместно с AVL. Двигатели в паре с МКПП получили индекс JX4G15A5L, а в паре с АКПП — JX4G15B5L. Двигатели развивают мощность 120 кВт (163 л. с.) при 5400—5700 об/мин и крутящий момент 250 Н⋅м при 1500—3500 об/мин. Максимальная скорость 180 км/ч.

## Галерея

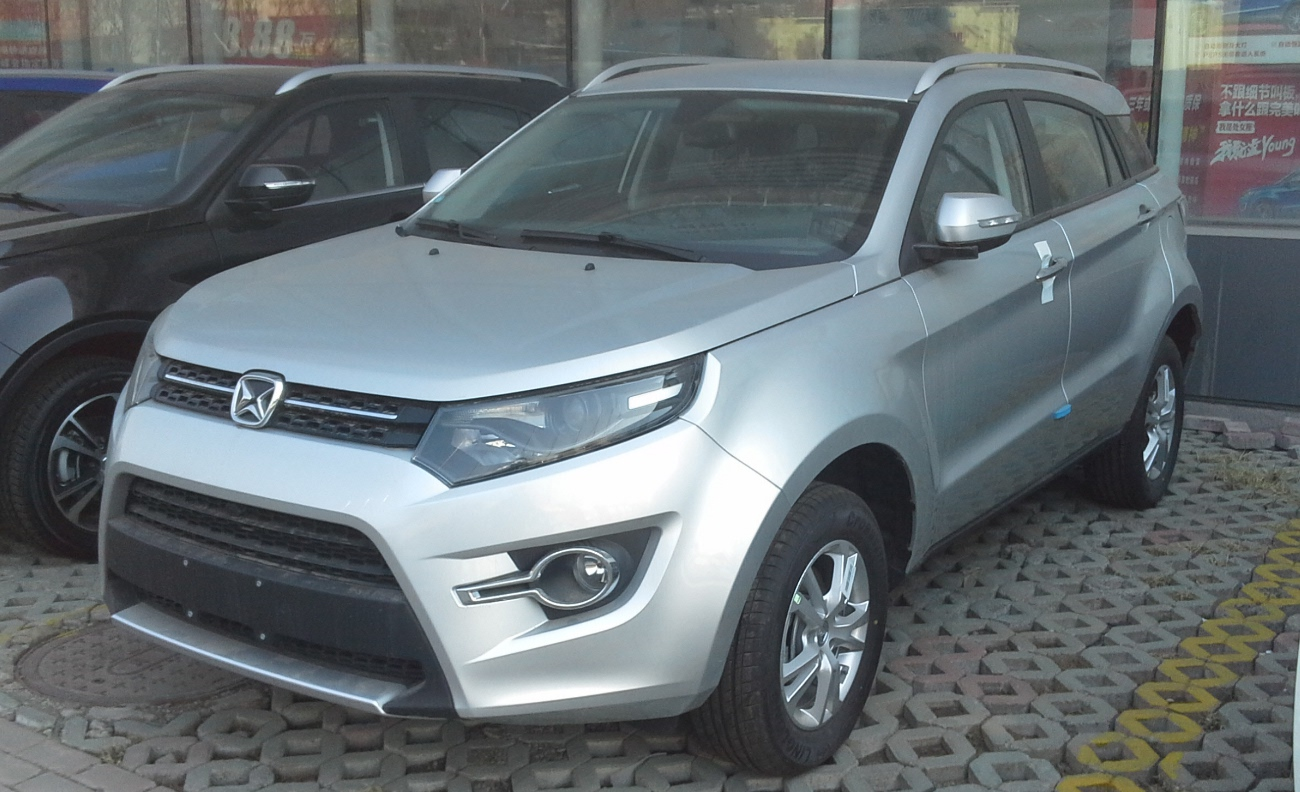
Вид спереди
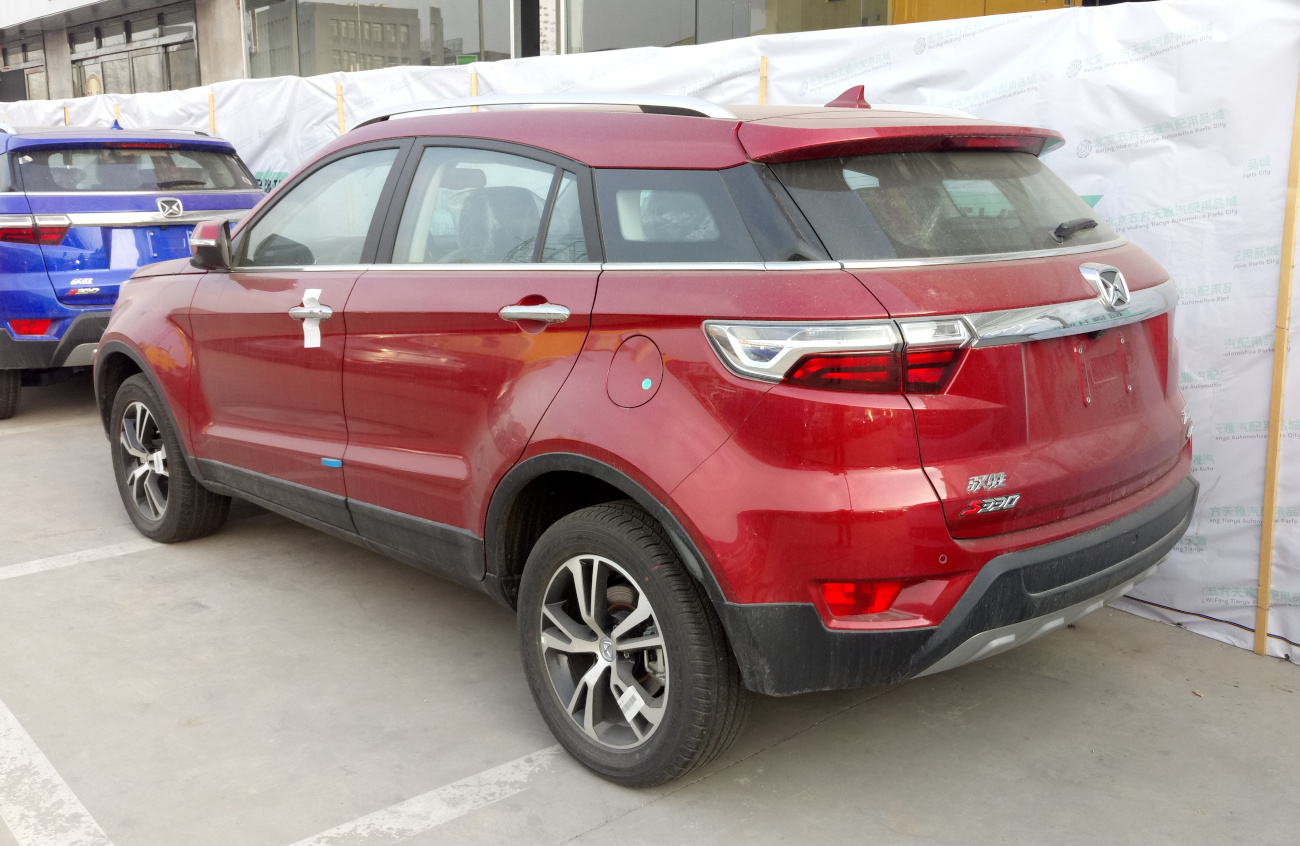
Вид сзади